# پیرجورجو ادیفردی

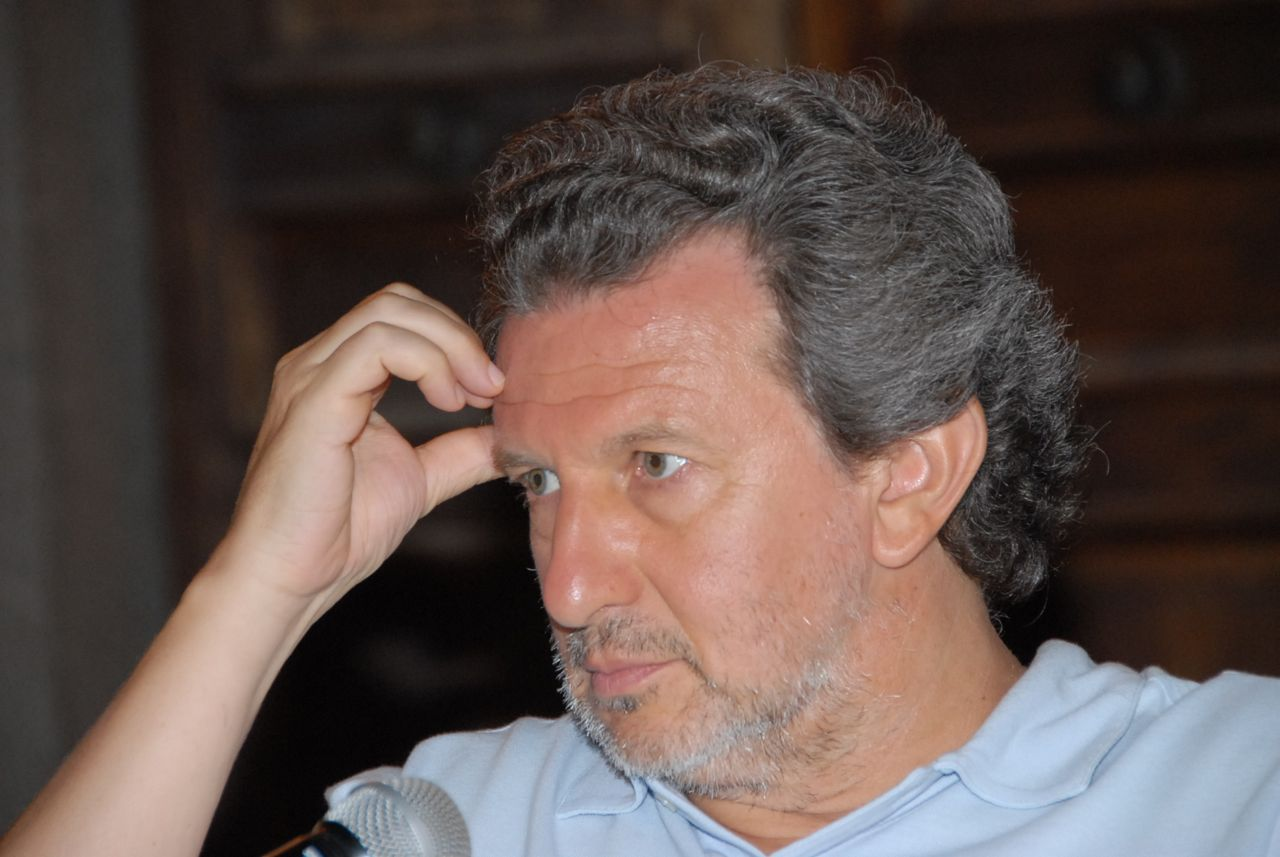
پیرجورجو ادیفردی (۲۰۰۷)

پیرجورجو ادیفردی (به ایتالیایی: Piergiorgio Odifreddi) (متولد ۱۳ ژوئیه ۱۹۵۰، کونیو) یک ریاضیدان ایتالیایی، منطقدان و فعال مبحث تاریخ علم است.
او در زمینه نگارش علمی برای عموم، به ویژه با رویکرد بیخدایی فلسفی فعالیت داشته‌است؛ و در انتقاد و تمسخر کلیسای کاتولیک و ادیان به‌طور کلی شهرت دارد.
ادیفردی در کونیو (پیمونت) متولد شد و مدرک لاریا در ریاضیات را در تورین به سال ۱۹۸۳ کسب کرد. از سال ۱۹۸۳ تا ۲۰۰۲ او در ایتالیا (تورین، آلساندریا، سیه‌نا) و در آمریکا (در دانشگاه کورنل) تدریس کرده‌است. از سال ۲۰۰۱ وی استاد منطق ریاضی در دپارتمان ریاضی دانشگاه تورین بوده‌است.